# 鹿児島市電第二期線
第二期線（だいにきせん）は、鹿児島県鹿児島市の高見馬場停留場から鹿児島中央駅前停留場までを結ぶ、鹿児島市交通局（鹿児島市電）の軌道路線である。
運行系統上、第一期線・唐湊線と直通運転を行う。

## 路線データ
- 路線距離（営業キロ）：1.0 km[1]
- 軌間：1435mm[2]
- 停留場数：4（起終点含む）
- 複線区間：全線複線[2]
- 電化区間：全線電化（直流600V）

## 運行形態
2系統が7.5分間隔で運行されている。

## 歴史
- 1915年（大正4年）12月17日 - 鹿児島電気軌道が高見馬場 - 武駅前間を開業[3][4]。
- 1928年（昭和3年）
  - 7月1日 - 鹿児島市電気局に移管[5]。
  - 8月7日 - 武駅前駅を西鹿児島駅前駅に改称[6]。
- 1933年（昭和8年）1月26日 - 鹿児島市交通課に改組。
- 1944年（昭和19年）10月24日 - 鹿児島市交通部に改組。
- 1952年（昭和27年）10月1日 - 鹿児島市交通局に改組。
- 2004年（平成16年）3月13日 - 西鹿児島駅前停留場を鹿児島中央駅前停留場に改称[6]。

## 停留場一覧
全停留場が鹿児島県鹿児島市内に所在。
| 番号 | 停留場名             | 駅間キロ | 営業キロ | 接続路線 |
| ---- | -------------------- | -------- | -------- | --- |
| N08  | 高見馬場停留場       | -        | 0.0      | 鹿児島市電：第一期線（I08：鹿児島駅前停留場まで直通）                                                              |
| N09  | 加治屋町停留場       | 0.3      | 0.3      | |
| N10  | 高見橋停留場         | 0.4      | 0.7      | |
| N11  | 鹿児島中央駅前停留場 | 0.3      | 1.0      | 鹿児島市電：唐湊線（郡元停留場まで直通） 九州旅客鉄道：九州新幹線・鹿児島本線・日豊本線・指宿枕崎線 ⇒ 鹿児島中央駅 |

1. ↑  日豊本線の正式な終点は鹿児島駅だが、全列車が鹿児島中央駅まで運行される。

### かつて接続していた路線
- 加治屋町停留場：鹿児島市電伊敷線